# Nieuil
Nieuil – miejscowość i gmina we Francji, w regionie Nowa Akwitania, w departamencie Charente.
Według danych na rok 1990 gminę zamieszkiwały 954 osoby, a gęstość zaludnienia wynosiła 40 osób/km² (wśród 1467 gmin regionu Poitou-Charentes Nieuil plasuje się na 329. miejscu pod względem liczby ludności, natomiast pod względem powierzchni na miejscu 284.).